# Tomosvaryella columbiana
Tomosvaryella columbiana är en tvåvingeart som först beskrevs av Kertesz 1915.  Tomosvaryella columbiana ingår i släktet Tomosvaryella och familjen ögonflugor.
Artens utbredningsområde är British Columbia. Inga underarter finns listade i Catalogue of Life.